# WS-Policy
WS-Policy est une grammaire flexible et extensible qui permet d'exprimer les possibilités, exigences, et caractéristiques générales d'entités dans un système basé sur les services web XML. WS-Policy définit un cadre et un modèle pour l'expression de ces propriétés en tant que policies.
En particulier, WS-policy est une spécification qui permet :
- aux consommateurs de services web de définir leurs capacités en matière de policies (sur la sécurité, la qualité de service, etc.)
- aux fournisseurs de services web de spécifier leurs exigences en matière de policies

WS-Policy a été soumis au W3C le 25 avril 2006 et a atteint le statut de 'recommendation' le 4 septembre 2007.
WS-Policy représente un ensemble de spécifications qui décrit les possibilités et les contraintes des policies de sécurité (et d'autres domaines) sur les intermédiaires et les points finaux (end points), par exemple, gages sur la sécurité exigée, algorithmes de chiffrement supportés, et règles sur la vie privée) et comment associer des policies à des services et des points de livraison finale (end points).